# De Humani Corporis Fabrica

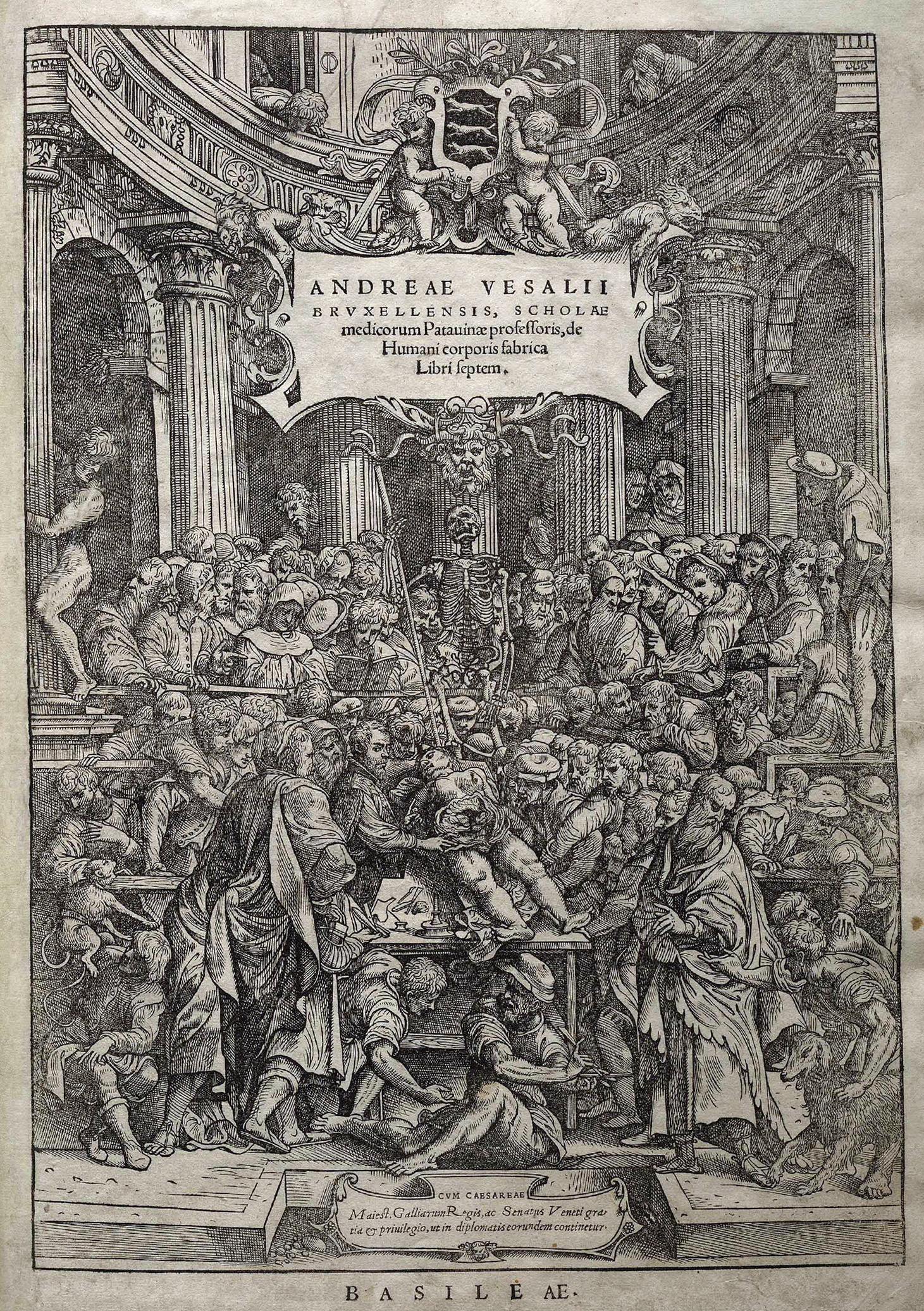
Página título de De Humanis Corporis Fabrica

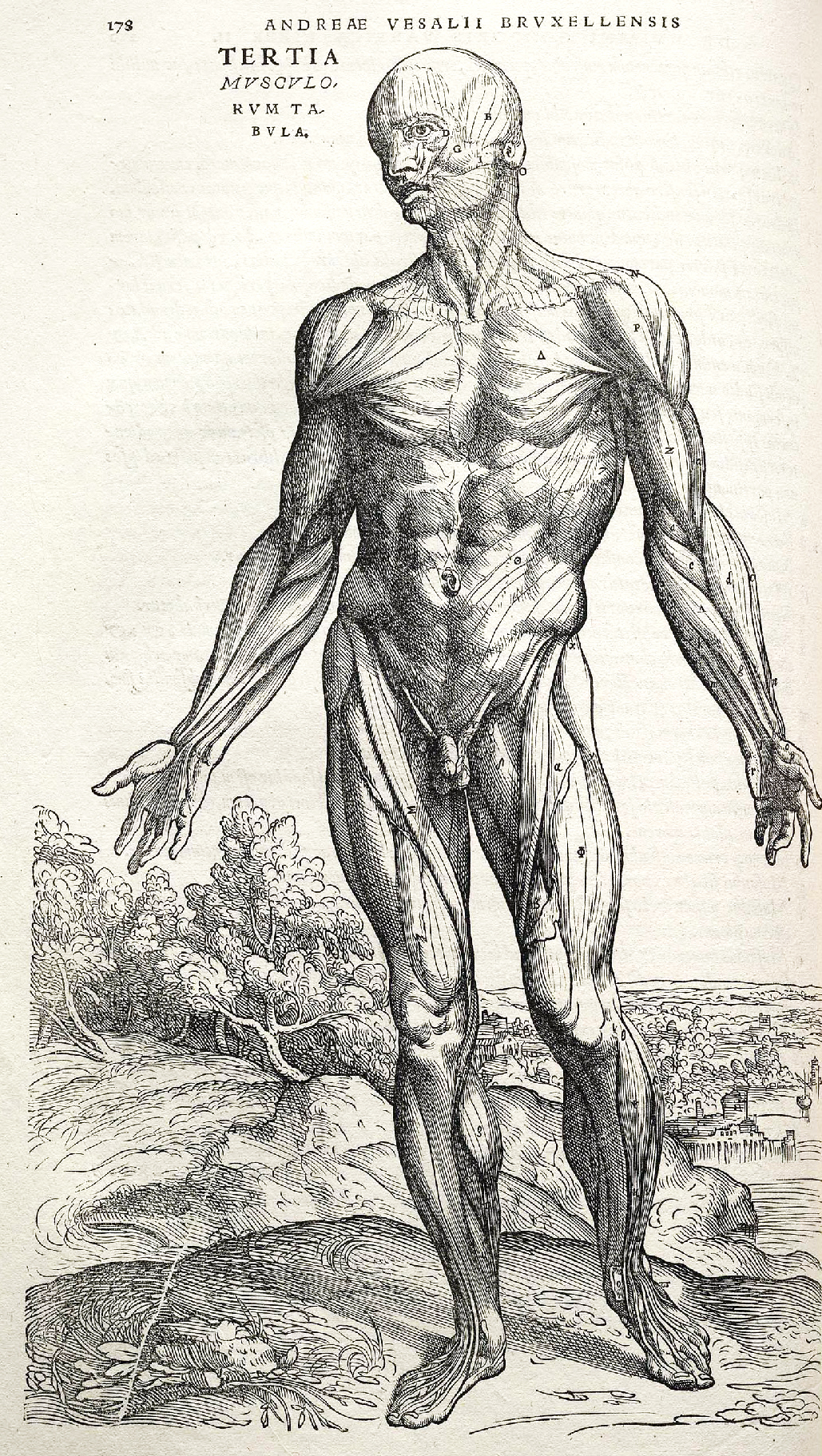
Ilustração dos músculos na página 178 do De Humani Corporis Fabrica

De Humani Corporis Fabrica Libri Septem ou simplesmente De Humani Corporis Fabrica (Da Organização do Corpo Humano) é um livro de anatomia humana, escrito por Andreas Vesalius em 1543. Considerado um dos mais influentes livros científicos de todos os tempos, De Humanis Corporis Fabrica é conhecido sobretudo por suas ilustrações, algumas das mais perfeitas xilogravuras jamais realizadas.

## A Obra
De Humani Corporis é resultado dos trabalhos de Vesalius como professor da Universidade de Pádua, onde realizou inúmeras dissecações de cadáveres. Nesses estudos, ele refutou grande parte das teorias do médico greco-romano Galeno acerca do corpo humano, expostas por ele nesse trabalho. 
Para a impressão da obra, ele não poupou gastos: contratou os melhores artistas — entre eles o desenhista Jan Stephan van Calcar, discípulo de Tiziano, que realizou as gravuras nas duas primeiras partes — e xilógrafos para preparar as gravuras a serem impressas. Para a realização desse último serviço, foi escolhido o impressor Johannes Oporinus, de Basileia, chegando a ir até esta cidade para supervisionar pessoalmente os trabalhos. Graças a isso, esta obra é um magnífico exemplo do que havia de melhor na produção de livros na Renascença, com 17 desenhos de página inteira, além de diversas ilustrações acompanhadas de texto.

## Conteúdo
Composto por cerca de setecentas páginas de fina impressão, a obra é dividida em sete partes, ou "livros", num apanhado completo acerca do corpo humano. São eles:
- Livro I: trata dos ossos e das juntas, e inclui ilustrações dos crânios das cinco diferentes raças humanas. Trata-se do primeiro estudo de etnografia comparada.
- Livro II: trata dos músculos e possui as ilustrações mais famosas do livro.
- Livro III: menciona o coração e os vasos sanguíneos.
- Livro IV: faz uma apresentação do Sistema Nervoso.
- Livro V: refere-se aos órgãos abdominais.
- Livro VI: trata dos órgãos da região do tórax, incluindo também uma observação de Vesalius sobre a semelhança do coração com um músculo.
- Livro VII: descreve o cérebro.

## Restos mortais
Durante o século XVI, a dissecação de cadáveres humanos era estritamente proibida pela Igreja. Assim, de forma a contornar essa oposição, Versalius teve que obter secretamente corpos de criminosos executados, um processo explicado em De Humani Corporis Fabrica. Este processo de roubo de cadáveres de criminosos foi chave para que anatomistas e artistas pudessem estudar o corpo humano. Um exemplo é o caso de Burke e Hare, de 1828, no qual os indivíduos cujos corpos foram entregues aos anatomistas para dissecação foram assassinados especificamente para ganho financeiro.

## Cópias remanescentes
Mais de 700 cópias das edições de 1543 e 1555 permanecem preservadas. Dessas cópias, em 2018, 29 se encontravam em Londres, 20 em Paris, 14 em Boston, 13 em Nova Iorque, 12 em Cambridge, e 11 tanto em Oxford quanto em Roma. A Biblioteca John Hay, na Universidade Brown, detém uma cópia encadernada com pele humana.

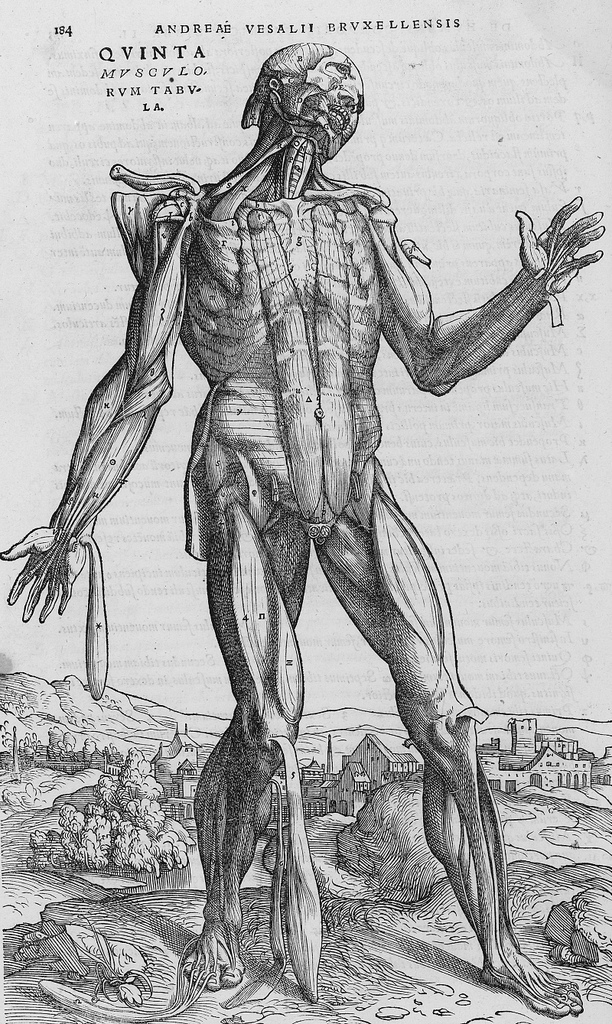
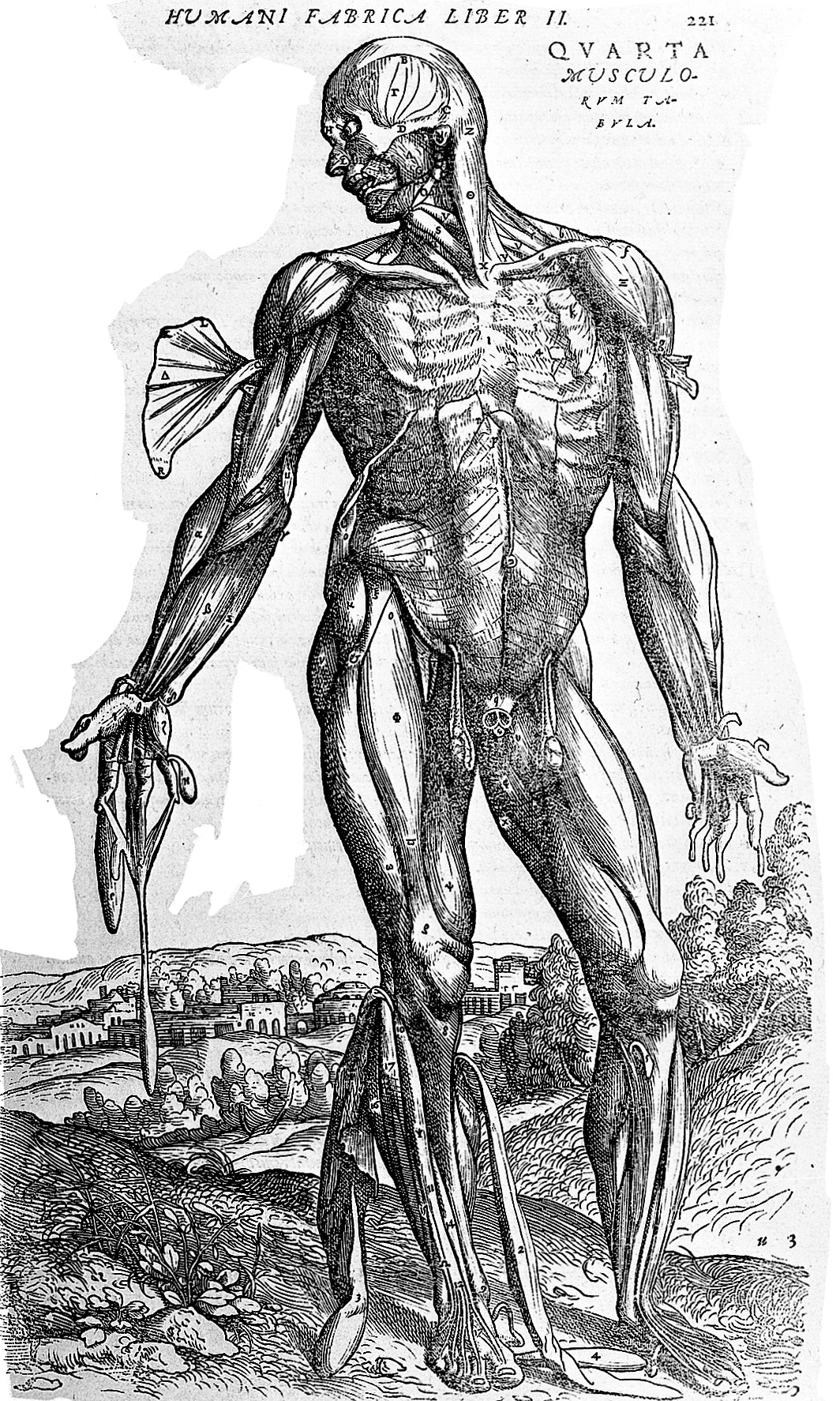
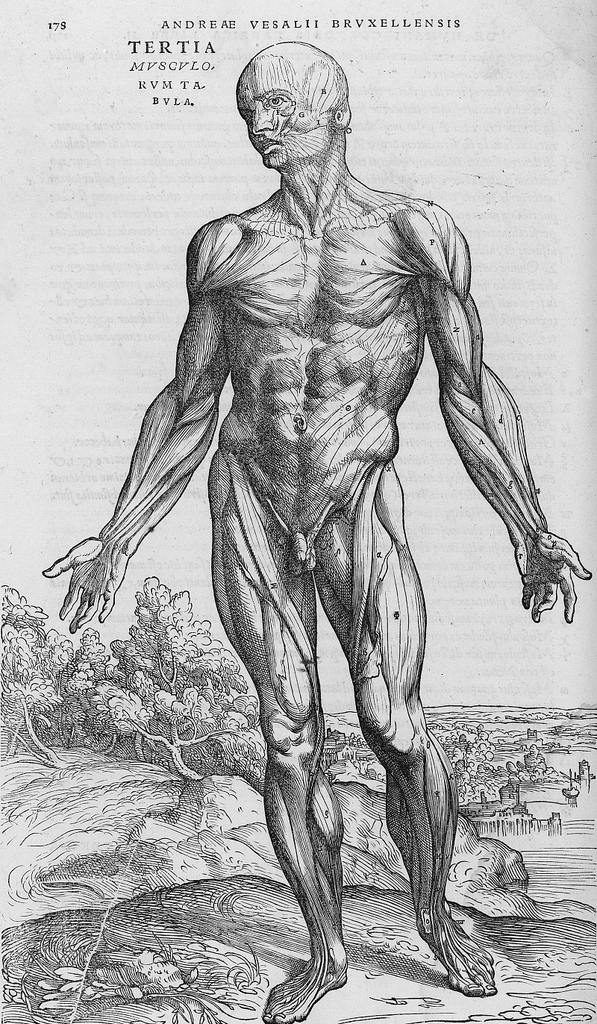
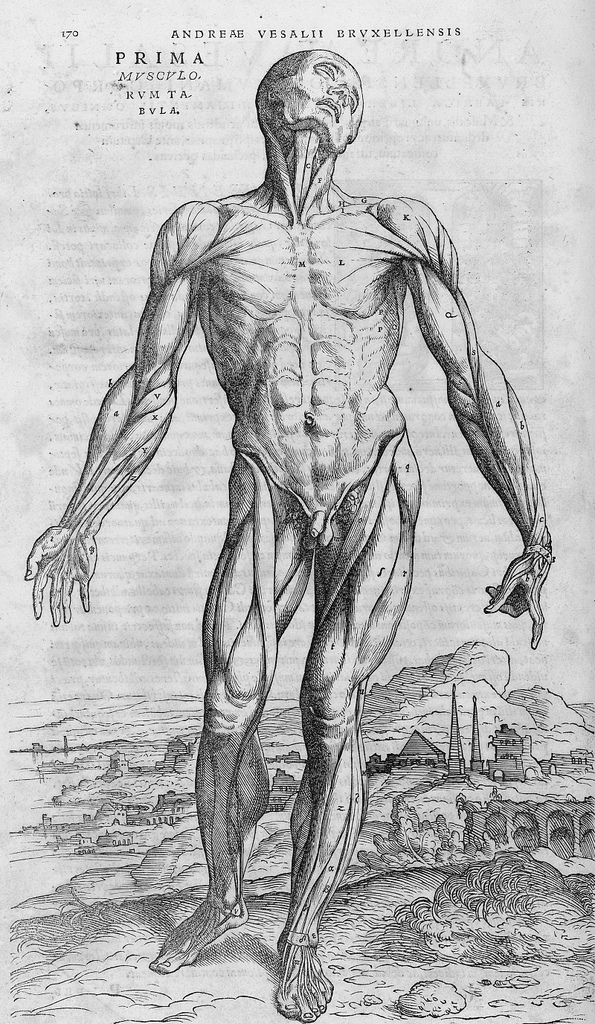
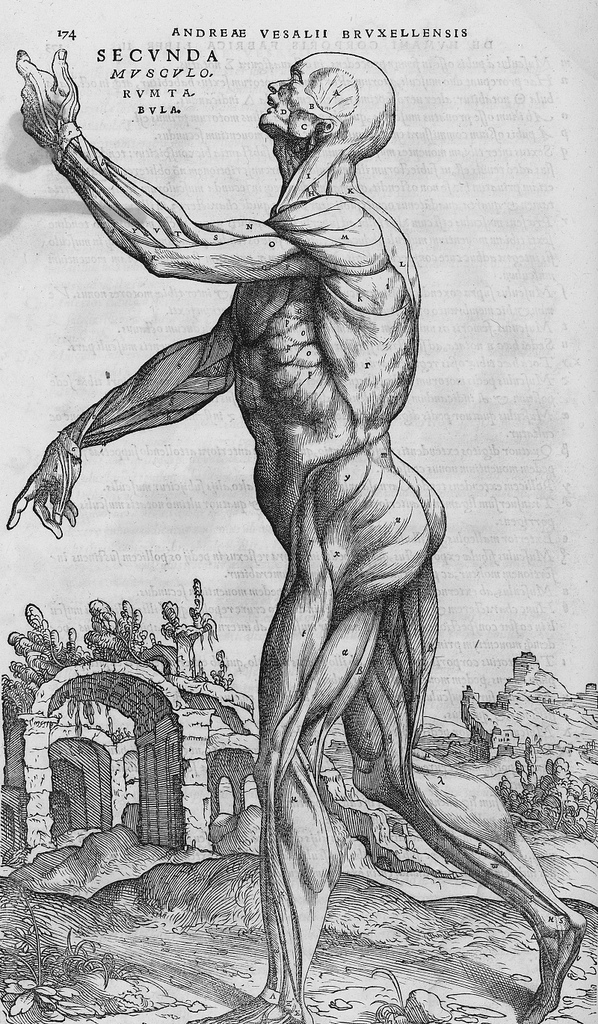

Algumas das imagens, mesmo que separadas por diversas páginas de texto, têm um fundo que constitui um panorama, quando colocadas lado a lado.
Em fevereiro de 2024, um leilão online da Christie's vendeu uma cópia da segunda edição por $2.228.000, fazendo deste um dos documentos científicos mais caros já vendidos em um leilão. A cópia, que havia sido vendida pela última vez em 2007 por  €13.200, teria sido a cópia pessoal de Versalius. Determinou-se que as diversas anotações nas margens foram escritas à mão pelo próprio autor.

## Legado
De Humani Corporis Fabrica, um documentário de 2022 sobre o corpo humano dirigido por Lucien Castaing-Taylor e Véréna Paravel, foi nomeado em referência à série de livros.